# Gemeentelijke administratieve sanctie

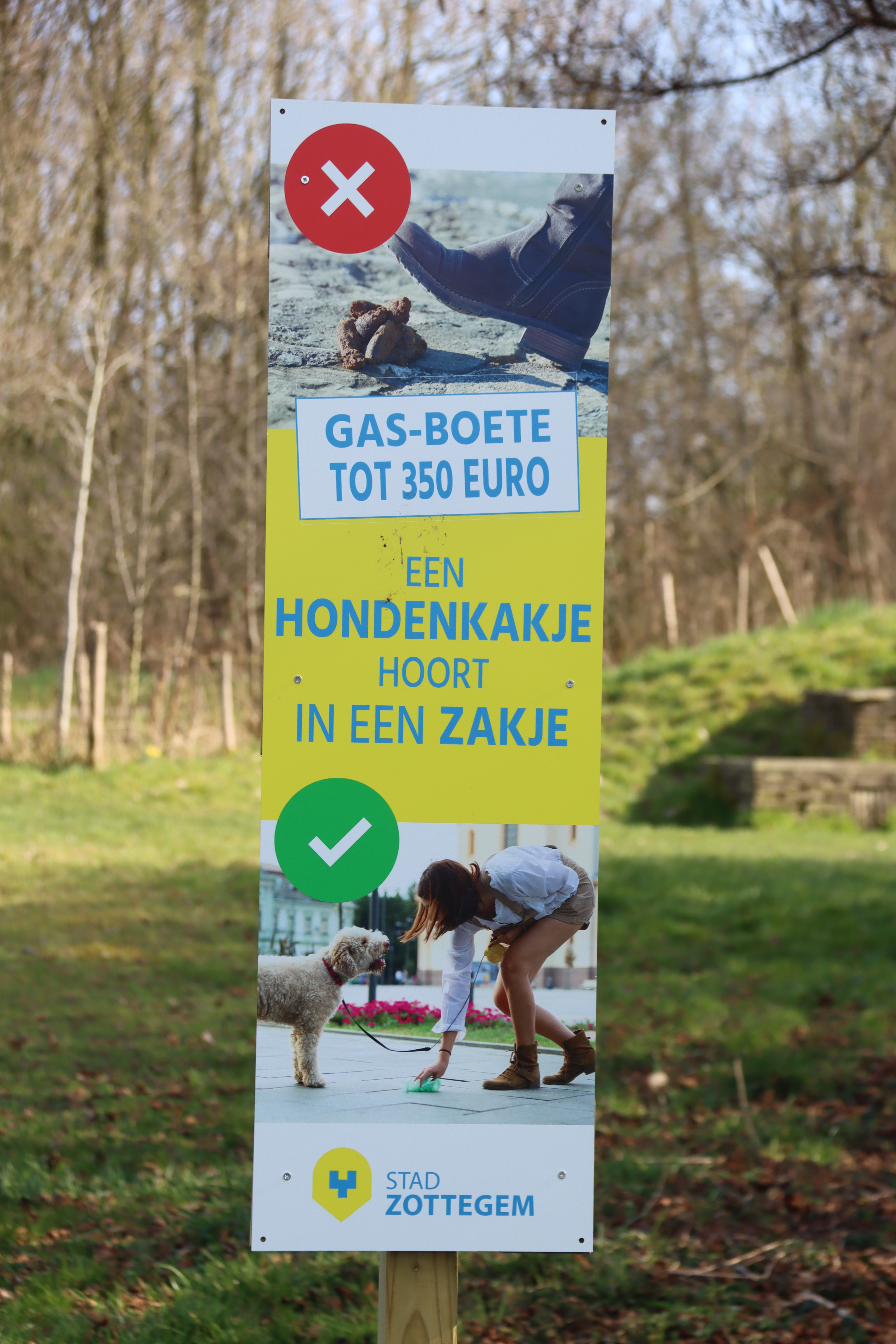
Waarschuwing voor GAS-boete in Zottegem

Een gemeentelijke administratieve sanctie (GAS) is in België een straf, meestal een boete, die een gemeente kan opleggen voor inbreuken op haar gemeentereglement. Het is op die manier een instrument om op lokaal niveau een antwoord te bieden aan de problematiek van openbare overlast.

## Geschiedenis

### Herkomst
Het systeem van gemeentelijke administratieve sancties wordt mogelijk gemaakt door de wet van 13 mei 1999.  Deze wet werd in minder dan twee maanden ingediend, besproken en goedgekeurd door het Parlement.  Met dit instrument is het de bedoeling dat de gemeenten de problematiek op een administratieve manier kunnen aanpakken.
Het doel van de wet bestond erin het gevoel van straffeloosheid tegen te gaan door bepaalde inbreuken en weinig ernstige gedragingen (die tóch als overlast worden ervaren) niet langer strafrechtelijk te laten afhandelen, maar eerder door een administratieve sanctie.
De wet heeft de Nieuwe Gemeentewet op drie onderdelen gewijzigd: 
1. Uitbreiding van de gemeentelijke bevoegdheden: waar er vroeger discussie was over het al dan niet bevoegd zijn van gemeenten op het vlak van openbare orde, wordt er nu formeel de bevoegdheid gegeven aan de gemeenten om op te treden in het kader van openbare overlast.
2. Uitbreiding bevoegdheden van de burgemeester: in hoogdringende gevallen kan de burgemeester instellingen sluiten of hun vergunning schorsen. Bovendien kan hij een voor het publiek toegankelijke inrichting gedurende drie maanden sluiten wanneer de openbare orde rond deze inrichting verstoord wordt.
3. Administratieve afhandeling: er werd een nieuw artikel 119bis toegevoegd dat de gemeenteraad toelaat om administratieve sancties (zie verder) te bepalen voor de inbreuken in zijn gemeentereglementen.

Pas in 2001 verscheen er een rondzendbrief die enkele praktische zaken van de wet regelde. Mede hierdoor bleef de wet een dode letter.

### Hervormingen
Deze wet werd in de loop van de jaren verscheidene malen gewijzigd. In 2004 werden heel wat strafrechtelijke overtredingen  gedepenaliseerd, waardoor de gemeenten de mogelijkheid kregen om deze overtredingen op te nemen in hun politiereglement en al dan niet te bestraffen met administratieve sancties. Bovendien werd er een aantal inbreuken geselecteerd die weliswaar strafbaar blijven, maar die ook in het gemeentereglement kunnen opgenomen worden. Het werd ook mogelijk om jongeren tussen 16 en 18 jaar te bestraffen. Een andere wijziging introduceerde de bemiddelingsprocedure; deze is verplicht voor de minderjarigen.
In juli 2005 werd een reparatiewet gestemd en goedgekeurd die enkele hiaten en procedureproblemen moest oplossen. Later volgde nog een nieuwe verklarende rondzendbrief.
In het najaar van 2012 werd door de federale ministerraad, op aangeven van de Minister van Binnenlandse Zaken Joëlle Milquet, beslist om de reglementering rond de gemeentelijke administratieve sancties te verstrengen: o.a. de minimumleeftijd zou verlaagd worden naar 14 jaar, de boetes zouden hoger zijn en meer ambtenaren zouden bevoegd worden. Op 30 mei 2013 keurde de Kamer van Volksvertegenwoordigers het wetsontwerp ter verstrenging van de wet op de gemeentelijke administratieve sancties (GAS-wet) goed. Daarin werden alle voornoemde maatregelen opgenomen. De verstrengde wet ging op 1 januari 2014 van kracht.

## Toepassingsgebied
De gemeenteraad kan een administratieve sanctie voorzien bij een inbreuk van zijn gemeentelijk reglement. 
Enkele voorbeelden: reglementering betreffende openbare rust (grasmaaien, ijsventer, vuur maken, ...) openbare veiligheid (honden aan leiband, werken die hinder veroorzaken,...) en openbare gezondheid (sluikstorten, wildplassen, voetpad sneeuwvrij houden,...)
Bovendien laat de wet toe volgende misdrijven administratiefrechtelijk te sanctioneren:

### Inbreuken van eerste soort
- Deze inbreuken zijn uit het strafrecht gelicht (gedepenaliseerd)
  - overtredingen van de eerste klasse, namelijk de art. 551-554 Sw.
  - overtredingen van de tweede klasse, namelijk de art. 556-558 Sw.
  - overtredingen van de derde klasse, namelijk de art. 559-562 Sw.
  - overtredingen van de vierde klasse, namelijk de art. 563-564 Sw.
- Verbod tot aanbrengen van opschriften op de openbare weg

Kunnen vastgesteld worden door politieambtenaren en -agenten, bepaalde gemeentelijke ambtenaren en gemeenschapswachten, bepaalde provinciale en gewestelijke ambtenaren, bepaalde ambtenaren van de vervoersmaatschappijen en bewakingsagenten (deze laatsten hebben enkel 'aangifte'-bevoegdheid).

### Inbreuken van tweede en derde soort
- Blijven wel ingeschreven in het Strafwetboek en kunnen zowel administratiefrechtelijk als strafrechtelijk worden bestraft.
- Kunnen enkel vastgesteld worden door politieambtenaar of -agent door middel van een proces-verbaal.
- Inbreuken tweede soort
  - art. 461 en 463 Sw. (diefstal)
  - art. 526 Sw. (vernieling van grafstenen, monumenten...)
  - art. 534bis Sw. (graffiti) en 534ter (beschadigingen)
  - art. 537 Sw. (vernielen of omhakken van bomen)
  - art. 545 Sw.
  - art. 559, 1° Sw.
  - art. 561, 1° Sw. (nachtlawaai)
  - art. 563, 2°-3° Sw. (lichte beledigingen of gewelddaden: vechtpartijtjes zonder gewonden, taartgooien,...)
  - art. 563bis Sw. (dragen van kleding die het gezicht bedekt, zoals boerka of nikab)
- Inbreuken derde soort
  - art. 398 Sw. (slagen en verwondingen)
  - art. 448 Sw. (beledigingen)
  - art. 521 Sw. (vernieling van voertuigen)

### Inbreuken van de vierde soort (GAS4)
- Blijven ingeschreven in het Strafwetboek en kunnen zowel administratiefrechtelijk als strafrechtelijk worden bestraft.
- Het gaat om enerzijds overtredingen betreffende het stilstaan en parkeren en anderzijds de overtredingen van de bepalingen van de verkeersborden C3 en F103 (enkel vastgesteld door automatisch werkende toestellen)[12]

Het betreft niet alle bepalingen van stilstaan en parkeren. De Wegverkeerswet bepaalt bovendien dat de volgende zaken niet strafrechtelijk maar met een retributie of belasting worden gehandhaafd: parkeren met beperkte parkeertijd, betalend parkeren en parkeren op plaatsen voorbehouden aan houders van een gemeentelijke parkeerkaart.

### Inbreuken van de vijfde soort (GAS5)
Op 1 februari 2021 trad artikel 29quater van de Wegverkeerswet in werking, die gemeenten de mogelijkheid geeft om voor beperkte snelheidsovertredingen een administratieve geldboete te bepalen onder de volgende voorwaarden:
- De overtreding vindt plaats op wegen waar 30 km/u of 50 km/u de maximumsnelheid is, ongeacht wie de wegbeheerder is
- De overtreding mag maximaal 20 km/u te veel bedragen (bovenop de technische correctie van 6 km)
- De overtreding wordt vastgesteld door een automatisch toestel (bemand, onbemand, mobiel of vast) dat volledig gefinancierd is door de lokale overheid
- De overtreding wordt begaan door een meerderjarig persoon of rechtspersoon
- Er wordt op hetzelfde moment geen andere overtreding vastgesteld.

Trajectcontrole kan dus met GAS5 verwerkt worden.

## Sancties
De gemeenteraad kan de volgende administratieve sancties bepalen: 
1. de administratieve geldboete, met een maximum van 350 euro;
2. de administratieve schorsing van een door de gemeente afgegeven toestemming of vergunning;
3. de administratieve intrekking van een door de gemeente afgegeven toestemming of vergunning;
4. de tijdelijke of definitieve administratieve sluiting van een inrichting;
5. een tijdelijk plaatsverbod.

De boete waarvan sprake in 1° wordt opgelegd door de sanctionerend ambtenaar van de gemeente. Indien de overtreder niet akkoord gaat, is beroep mogelijk bij de politierechtbank. Een voorstel tot bemiddeling of tot gemeenschapsdienst kan reeds aan het begin van de administratieve procedure voorgesteld worden.

Voor 2°, 3°, 4° en 5° is het College van Burgemeester en Schepenen die de beslissing neemt. Beroep tegen deze beslissing is enkel mogelijk bij de Raad van State.
Ook minderjarigen vanaf 14 jaar kunnen een geldboete opgelegd krijgen. Voor hen is het bedrag echter beperkt tot maximaal 175 euro en er dient steeds een bemiddelingspoging aan vooraf te gaan. In geval van mislukking of van weigering kan de sanctionerend ambtenaar een administratieve geldboete opleggen of een gemeenschapsdienst voorstellen. Een procedure van ouderlijke betrokkenheid (ouders op hoogte brengen, hun opvoedkundige maatregelen  bevragen, een gesprek aangaan,...) is voorafgaandelijk verplicht. De jeugdrechtbank is in dit geval de bevoegde beroepsinstantie.
Tegen de beslissing van de politie- of jeugdrechtbank is enkel nog cassatieberoep mogelijk.

## Register
De gemeenten moeten een register bijhouden van de GAS-boetes die zij hebben opgelegd. Meerdere gemeenten kunnen dat samen doen.

## Voor en tegen
Het systeem van de GAS-boetes heeft zijn voor- en tegenstanders. Het systeem laat toe kleine, lokale problemen kort op de bal aan te pakken. 
Critici beweren dat er zo een wildgroei ontstaat van boetes, waarbij vooral bepaalde (jongeren)groepen zouden geviseerd worden. Het systeem leidt ook tot een versnippering aangezien elke gemeente het begrip 'overlast' anders invult. Een coherent strafbeleid voeren is op die manier niet mogelijk.
Fel bekritiseerd zijn bijvoorbeeld de boetes voor:
- heimelijk of zonder noodzaak kloppen of bellen aan de deuren of vensters van woningen (belletje trekken)
- het beoefenen van waarzeggerij[15]
- op de rug- en zijleuning van de openbare banken zitten
- in een openbaar zwembad met meer dan een van een waterglijbaan glijden of het glijden op de waterglijbaan onderbreken
- het maken van een open vuur in de woning
- sneeuwballen gooien[16]

Daarenboven is er ook in juridische kringen veel tegenstand omwille van een verwatering van de scheiding der machten (de gemeente die optreedt als wetgever, uitvoerder én rechter). Ook wordt het legaliteitsbeginsel volgens sommigen met de voeten getreden, omdat de sancties een penaal karakter hebben.
Ten slotte is er ook nog de vraag of men feitelijk wel toegang heeft tot een rechter. Hoewel de wet toelaat dat men beroep aantekent bij de politierechtbank, gebeurt dit niet per automatisme (in tegenstelling tot wat er gebeurt bij weigering tot betaling van een minnelijke schikking van het parket). De vermoedelijke overtreder moet zelf een advocaat onder de arm nemen om een zaak aanhangig te maken bij de politierechtbank, en dit voor een bedrag dat niet hoger kan zijn dan 350 euro. Critici beweren dat het op deze manier wel juridisch mogelijk is om een beroep te krijgen bij een onafhankelijke rechter, maar dat dit in de praktijk onmogelijk gemaakt wordt. Het beroep zou zo immers een privilege zijn van vermogende burgers die er een principekwestie van maken.

## Trivia
- Vele jeugdorganisaties en jeugdraden zien dit als een bedreiging en komen hier tegen in het verweer. Ook Humo deed mee en lanceerde een terugbetaling van de absurdste GAS-boete.[17]